# Schwarzenreuth (Neusorg)
Schwarzenreuth ist ein Gemeindeteil der Gemeinde Neusorg im oberpfälzischen Landkreis Tirschenreuth.

## Geografie
Das Dorf Schwarzenreuth liegt im Südwesten des Fichtelgebirges, zweieinhalb Kilometer nördlich vom Verwaltungszentrum der Gemeine Neusorg.

## Geschichte
Das bayerische Urkataster zeigte Schwarzenreuth in den 1810er Jahren als Dorf mit mehreren Siedlungsteilen, die etwas verstreut östlich und südöstlich des Schlosses Schwarzenreuth lagen. Seit dem bayerischen Gemeindeedikt von 1818 hatte Schwarzenreuth den Sitz der gleichnamigen Gemeinde gebildet. Neben dem namensgebenden Hauptort gehörten dazu noch das Dorf Schurbach, die beiden Weiler Stockau und Stöcken sowie die Einöde Wäsch. Nach dem Zweiten Weltkrieg verlor Schwarzenreuth seine Stellung als Verwaltungssitz der Gemeinde, denn der Ortsteil Neusorg hatte aufgrund seines Bahnanschlusses und durch den Zuzug Heimatvertriebener einen wesentlich größeren Einwohnerzuwachs zu verzeichnen. Im Jahr 1949 wurde die Gemeinde Schwarzenreuth in Gemeinde Neusorg umbenannt.
| Jahr          | 001900 | 001925 | 001950 | 001961 | 001970 | 001987 |
| Einwohnerzahl | 129    | 121    | 141    | 126    | 128    | 102    |

## Baudenkmäler
- Liste der Baudenkmäler in Schwarzenreuth